# Joana de Belleville
Joana de Belleville (en francès: Jeanne de Belleville), també anomenada Jeanne de Clisson i sobrenomenada la tigressa bretona (província de Poitou, ca. 1300 - 1359), va ser una noble que es va convertir en corsària per venjar la mort del seu marit, Olivier IV de Clisson, tot lluitant contra el rei de França, Felip VI de França, a les albors de la Guerra de Successió Bretona.

## Biografia
Era filla del noble Maurice IV de Montaigu, senyor de Belleville i Palluau (1263-1304), i de Leticia de Parthenay (1276 - ?). Va ser casada als 12 anys amb Geoffroy, senyor de Châteaubriant (1293-1326), amb el qual va tenir dos fills. Geoffroy va morir en 1326 i, el 1330, Joana va contraure segones núpcies amb Olivier IV de Clisson, amb qui va; tenir cinc fills: Maurice, Guillaume, Olivier, Isabeau (morta el 1343) i Jeanne. Olivier de Clisson posseïa terres a Blain, un castell a Clisson; i un casalot als afores de Nantes.
Acusat de traïció, Olivier IV de Clisson va ser condemnat l'any 1343 a decapitació pel rei Felip VI de França. Mentre participava en un torneig, va ser arrestat i portat als tribunals de París pel seu suport a Joan de Montfort contra Carles de Blois, nebot de Felip VI i pretendent al tron del ducat de Bretanya. El cos d'Olivier va ser penjat a la forca de Montfaucon, a París, i el seu cap va ser enviat a Nantes i exposat sobre una pica en una de les portes de la ciutat. Aquesta ràpida execució sense haver demostrat la seua culpabilitat va sorprendre els coetanis. A més, no era gaire habitual que el cos d'un noble sofrís ultratges pòstums. Joana no va perdonar al rei la seua crueltat i que Carles de Blois s'hagués involucrat en una mort que ella considerava un assassinat. Va jurar venjar-se'n i va fer jurar també als seus fills Guillaume i Olivier (Olivier V de Clisson) que venjassen la mort de son pare.
Un gran nombre de senyors de Bretanya abraçaren la causa de Joana, la qual va començar una guerra sense quarter contra el rei i Carles de Blois. Considerant que el rei havia actuat a traïció, va decidir, per venjar-se'n, emprar la seua fortuna per a alçar l'exèrcit que assetjava les tropes partidàries del rei de França. Amenaçada a terra, va manar armar dos navilis per tal de dur a terme una guerra marítima contra les naus comercials franceses, sempre acompanyada dels seus dos fills. Després d'uns quants combats en què va reeixir a provocar serioses pèrdues, els seus vaixells van caure en mans franceses. Joana va aconseguir fugir amb els seus fills en un bot i, després de cinc dies a la deriva, Guillaume va morir de set, de fred i d'esgotament. Finalment, Joana i Olivier van aconseguir arribar a Morlaix, on van ser acollits per uns partisans de la família de Montfort.
Joana es va refugiar a Anglaterra, on el seu fill Olivier, que llavors tenia 12 anys, va ser educat en la cort d'Eduard III i tractat amb els mateixos honors que el fill de Joan de Monfort, el futur Joan IV de Bretanya. Joana es va casar el 1356 amb Walter de Bentley, un noble anglès tinent del rei Eduard III d'Anglaterra a Bretanya i capità de les tropes angleses que combatien per a Joan de Montfort contra Carles de Blois. Pels seus serveis, Bentley va ser recompensat amb nombrosos feus a Beauvoir-sur-Mer, Noirmoutiers, Bouin, etc.
Finalment Joana es va retirar a Hennebont, a la Bretanya, amb la comtessa i el jove comte de Montfort, car tots els seus béns procedents del seu matrimoni amb Olivier IV de Clisson havien estat confiscats i adjudicats a Lluís de Poitiers. Joana de Belleville va morir el 1359.
A la mort de Joana, Eduard III d'Anglaterra va confirmar que el seu fill, Olivier de Clisson, heretàs les possessions franceses del seu padrastre, Walter de Bentley. Aquell mateix any, Olivier va desembarcar a França amb el rei d'Anglaterra i va participar, al costat de Joan IV de Bretanya en la Guerra de Successió Bretona. I el 1360, amb motiu del tractat de Brétigny, el segon marit de Joana de Belleville, Olivier IV de Clisson, va ser rehabilitat pel rei de França i, l'any següent, el seu fill, Olivier V de Clisson va recuperar els drets perduts sobre els feus de son pare.